# Phạm Huy Quỹ
Phạm Huy Quỹ (sinh năm 1910) và một giáo sư âm nhạc Việt Nam. Ông được xem là giáo sư đầu tiên của bộ môn cello tại Học viện Âm nhạc Quốc gia Việt Nam.

## Thân thế và khởi đầu sự nghiệp
Ông sinh ngày 28 tháng 5 năm 1910 trong một gia đình nhà nho ở Hà Nội. Tuy nhiên, từ nhỏ, ông được giáo dục theo Tây học, từ năm 10 tuổi, ông đã bắt đầu làm quen và học chơi đàn cello.
Khi lên bậc trung học, ông được gia đình cho theo học tại Trường Bưởi (Hà Nội). Cuối năm 1928, một người Pháp là Belinski xin phép Toàn quyền Đông Dương Piere Pasquier cho mở một trường dạy nhạc tại Hà Nội và mời một số giáo sư các bộ môn violon, cello, contrebasse và piano ở Pháp sang giảng dạy. Năm 1929, Nhạc viện Pháp quốc Viễn Đông (Concervatoire Français d'Extrême-Orient) bắt đầu khai giảng với 14 học viên đầu tiên và tất cả đều có học bổng. Giáo trình gồm các môn nghiên cứu âm nhạc cổ điển phương Tây, học các loại nhạc cụ như piano, viôlông, cello, và contrabasse cũng như xướng âm và nhạc lý . Do nhạc cụ Tây phương bấy giờ khá hiếm hoi, nên các học viên được mượn đàn để học.
Bấy giờ, ông cùng với người em trai Phạm Huy Kỳ (sau này cũng là một nhạc sĩ danh tiếng) trốn gia đình theo học. Ông học cello, còn ông Kỳ học violon. Ngoài ra, còn có một số học viên khác như Nguyễn Xuân Khoát (Violon và Contrebasse), Lưu Quang Duyệt (Violon và Piano), Đỗ Tình (Violon), Phạm Đăng Hinh (Violon)… Những học viên của trường trở thành những người Việt Nam đầu tiên nhận được những kiến thức có tính hệ thống trong âm nhạc phương Tây và là người mà trong tình hình có khả năng hiểu biết tương đối khá về năng lực trong ký âm và nhạc lý. Tuy nhiên, đến năm 1930, trường nhạc đóng cửa do ảnh hưởng của suy thoái kinh tế toàn thế giới.
Tuy vậy, sự đam mê nghệ thuật âm nhạc của hai anh em ông không vì thế mà dừng lại. Cũng trong năm 1930, khi gia đình gửi sang Pháp học y dược thì cả hai ông trốn gia đình để vào học tại Nhạc viện Toulouse (Pháp).
Sau khi về nước, do nền Tân nhạc Việt Nam chưa phát triển nên hai ông phải bỏ nghề. Theo nguyện vọng của gia đình, ông vào học tại khoa Y Dược (Faculté mixte de Médecine et de Pharmacie) Viện Đại học Hà Nội (Université de Hanoi). Sau khi tốt nghiệp ra trường, ông hành nghề dược sĩ để sinh kế.

## Sự nghiệp giảng dạy âm nhạc
Năm 1954, sau khi hòa bình lập lại, được sự giới thiệu của một số tri thức (bạn học cũ ở Pháp), ông và em trai Phạm Huy Kỳ được mời về dạy khóa đầu tiên cho Trường Nghệ thuật Quân đội. Các học viên cello đầu tiên của trường như Lê Đãn, Tiến Liêu, Giang Minh Thực, Nguyễn Cửu Vỹ… đều là học trò của ông.
Năm 1956, Trường Âm nhạc Việt Nam thành lập, cùng với Tạ Tấn, Thái Thị Liên, Phạm Huy Kỳ, ông trở thành một trong số những giảng viên đầu tiên của trường. Hầu hết các nhạc sĩ Cello như Hữu Xuân, Nguyễn Văn Đoán, Hoàng Đức Hiệp, Vũ Hướng, Bùi Gia Tường, Ngọc Hiền, Phạm Văn Đức… đều là học trò của ông.
Ngoài chơi đàn và giảng dạy, ông còn sáng tác nhiều tác phẩm giao hưởng cho đàn cello và dàn nhạc.

## Đời tư
Vợ ông qua đời năm ông 40 tuổi, để lại cho ông 7 người con. Với sự giúp đỡ của người em trai (vốn không lập gia đình), ông đã nuôi dạy các con nên người. Các con ông về sau đều tốt nghiệp đại học bách khoa và sư phạm. Hiện nay, 2 cháu ngoại của ông chọn nối nghiệp ông là nhạc sĩ Thân Cường Việt, hiện công tác tại dàn nhạc Giao hưởng Thành phố Hồ Chí Minh và Phạm Phương Hoa, hiện là trưởng khoa Lí luận - Sáng tác - Chỉ huy của Nhạc Viện Quốc gia Hà Nội. Con trai út của ông là nhạc sĩ Phạm Huy Quỳnh cùng cháu nội của ông là Phạm Huy Khôi đều công tác tại Nhạc Viện Quốc gia Hà Nội trong nhiều năm. Ông mất vào ngày 7 tháng 4 năm 2010 và được an táng bên cạnh người vợ hiền Hoàng Thị Kiệm Nương tại Đông Ngạc, Từ Liêm 